# Sabahtritia furcata
Sabahtritia furcata är en kvalsterart som först beskrevs av Hu och Xiaolin Wang 1992.  Sabahtritia furcata ingår i släktet Sabahtritia och familjen Synichotritiidae. Inga underarter finns listade i Catalogue of Life.